# اينوجي
كان إينوجي إله بلاد ما بين النهرين مرتبطًا بالزراعة وخاصة الري والعالم السفلي. وفقًا للتعويذة، كان يُعتبر أيضًا خالق اليرقات. كان يُعتبر عضوًا في بلاط إنليل، ويظهر في قوائم الآلهة جنبًا إلى جنب مع أعضائها الآخرين، مثل نينيما وكوسو. كان يعبد في نيبور، حيث كان معبده على الأرجح إيرابريري. تم ذكره في عدد من الأساطير، بما في ذلك عترة حاسيس وملحمة جلجامش .

## شخصيته
ارتبط إينوجي بالري، على الرغم من أنه لم يكن الإله الوحيد لبلاد الرافدين المسؤول عن ذلك.  تسلط ألقابه الضوء على شخصيته الزراعية.  يمكن أن يطلق عليه «سيد السد والخندق»  أو «سيد الحقل والحرفيين».  هو مذكور أيضًا في النص ليبيت عشتار والمحراث كواحد من الآلهة المتعددة التي تشارك في الأعمال الميدانية، والآخرون هم نينورتا وليسين وسوين ونوشكا ونيناماسكوجا. 
تنص تعويذة على أن إينوجي كان منشئ اليرقات.  ومن الشخصيات الأسطورية الأخرى التي يمكن أن يُنسب إليها الفضل في خلق كائنات حية مختلفة متشابهة، نينكيليم وألولو ، ملك إريدو البدائي. 
يجادل بنيامين فوستر بأن إنوجي كان يعتبر إلهًا للعالم السفلي.  طبقًا لريتشارد إل ليتكي Richard L. Litke ، تم التعرف على أصل الكلمة الشعبية الذي يشرح اسمه على أنه «سيد العالم (تحت)؛ سيد اللاعودة» على الجهاز اللوحي CT 25 49.  ومع ذلك، على الرغم من التشابه بين من المرجح أن الأسماء لم تكن نفس الإله مثل إنوجيجي، الذي تم إثباته في عدد من المصادر، بما في ذلك أسطورة نيرغال وإريشكيجال ، كواحد من حراس العالم السفلي. 

## الجمعيات مع الآلهة الأخرى
ينتمي Ennugi إلى بلاط Enlil .  حيث كان بمثابة جوزالي لهذا الإله.  يُترجم هذا المصطلح بشكل مختلف إلى «حامل العرش»،  «خادم العرش»  أو «المبشر».  وفقًا لمانفريد كريبيرنيك، ربما كان موقفًا مرتبطًا بالسلطة القضائية.  في نص واحد، يُدعى أيضًا ابن إنليل.  يلاحظ أندرو ر. جورج أنه في كل من قائمة الآلهة An = Anum وفي قائمة المعبد الكنسي ، يظهر Ennugi جنبًا إلى جنب مع حاشية أخرى من Enlil ، بعد Ninimma وقبل Kusu و Ninšar وNinkasi و Ninmada .  في إحدى الحالات، تم التعرف عليه أيضًا مع أحد أبناء إنميشارا، على الأرجح استنادًا إلى بعض الجوانب المشتركة لشخصياتهم. 
كانت الإلهة نانيبغال تعتبر زوجة إينوجي.  غالبًا ما تم التعامل مع هذا الاسم المسمى على أنه لقب أو اسم بديل لنصابا.  ومع ذلك، في مرحلة ما، تم تعيين إله منفصل.  في معظم قوائم الآلهة، يظهر نانيبغال بشكل منفصل عن نصابا، مما يشير إلى أنهما كانا يُفهمان على أنهما إلهان منفصلان، ولكن لا يوجد حاليًا دليل على أنها كانت تُعبد بشكل مستقل عن الأخير.  ظهرت هي وإينوجي أيضًا بشكل منفصل عن نصابا وهيا في تعويذة.  لا يُعرف سوى مثال واحد عن اسم ثيوفوري يستحضرها، وهو Ur-Nanibgal (an ensi of Nippur).  وفقًا لـ An = Anum ، أدى Nanibgal نفس الدور في محكمة Ninlil كما فعل Ennugi في Enlil. 
في سلسلة التعويذات Šurpu ، يظهر Ennugi جنبًا إلى جنب مع Mandanu وهو الإله الذي يُنظر إليه على أنه جوزالو Marduk . 
يمكن الإشارة إلى الإله جاو على أنه راعي إينوجي، على الرغم من أنه يظهر أيضًا بالاشتراك مع سوين.  اقترح ريتشارد إل ليتكي مبدئيًا أن هذا قد يشير إلى وجود تقليد تم فيه التعرف على سادته مع بعضهما البعض على هذا الأساس.  ومع ذلك، وفقًا لمؤلفين آخرين، يجب اعتبار هذا «مجرد فضول».  ذهب ويلفريد ج. لامبرت إلى حد اقتراح أن قراءة «راعي إنوجي» قد تكون خاطئة. 
اقترح كل من جيريمي بلاك وأنتوني جرين أن إنوجي ربما كان يعتبر مشابهًا لغوغالانا، زوج إريشكيجال، لأن اسم الأخير يمكن ترجمته على أنه «مفتش قناة آن».  ومع ذلك، فإن استخدام لقب مشابه gugallu للإشارة إلى Ennugi قد يكون خطأ في الكتابة.  من الممكن في الواقع أن مصطلح غالو يعني،  في هذا السياق أن يُفهم على أنه تعيين لضابط في الجمعية الإلهية. 

## ديانة
كان يُعتقد سابقًا أن إنوجي يظهر لأول مرة في قائمة قرابين من فترة أور الثالثة،  ولكن وفقًا لماركوس سوش جوتيريز، فإن اسمًا ثيوريًا واحدًا يستشهد به، أور-إينوجي، موجود بالفعل في نص من أداب من القديم. الفترة الأكادية. 
بنى شولجي معبدًا مخصصًا لإينوجي في نيبور،  وفقًا لدوغلاس فراين، من المحتمل أن يتم تحديده مع Erabriri المعروف من مصادر لاحقة، مثل قائمة المعبد C anonical .  يلاحظ Andrew R. George أن هذا الاسم الاحتفالي يمكن ترجمته على أنه «منزل القيد الذي يتم تقييده» ويخلص أيضًا إلى أنه من المحتمل أن يكون موجودًا في نيبور.  حمل معبد ماندانو في بابل نفس الاسم، وربما يرجع ذلك إلى توليه منصبًا مشابهًا في بلاط مردوخ كما فعل إينوجي في إنليل.  وهناك معبد آخر مخصص له وهو Erabšaša ، «المنزل الذي يفقد الأغلال»، ومكانه غير معروف.  كما هو موثق في نقش من الطوب من مدينة أور. 

## ميثولوجيا
ذكر إينوجي لفترة وجيزة في أترا حاسيس.  كما ظهر في الطبعة القياسية لملحمة جلجامش كواحد من الآلهة الذين أقسموا اليمين بينما قرروا التسبب في الطوفان العظيم. 
في سلسلة التعويذات Šurpu، يطلب Ennugi ربط Asakku، والذي يعكس وفقًا لويلفريد جي لامبرت تقليدًا حيث كان هو بدلاً من Ninurta، مسؤولاً عن هزيمة هذا الشيطان. 
1. 1 2 3 4 5 6  George, Taniguchi & Geller 2010.
2. ↑  Sallaberger 1993.
3. 1 2  Foster 1996.
4. 1 2 3  Litke 1998.
5. 1 2 3 4 5 6 7  Lambert, Millard & Civil 1999.
6. 1 2 3 4  George 1992.
7. 1 2  Krebernik 2008.
8. 1 2 3  Lambert 2013.
9. 1 2 3 4  George 1993.
10. 1 2 3  Michalowski 1976.
11. 1 2 3  McEwan 1998.
12. ↑  Wiggermann 2010.
13. ↑  Black & Green 1992.
14. 1 2 3  George 2003.
15. ↑  Such-Gutiérrez 2005.
16. 1 2  Frayne 1997.